# 김대중 대통령 생가
김대중 대통령 생가는 전라남도 신안군 하의면에 있다. 2000년 1월 31일 신안군의 향토유적 제23호로 지정되었다.

## 개요
대한민국 제15대 대통령이자, 최초의 노벨평화상 수상자인 '김대중' 대통령의 생가이다